# Nintendogs + Cats
Nintendogs + Cats è un videogioco del 2011 prodotto dalla Nintendo per la piattaforma di gioco Nintendo 3DS. Il gioco è il sequel di Nintendogs, uscito nel 2005 per Nintendo DS. Il gioco è diviso in 3 versioni, Golden Retriever & Nuovi Amici, Bulldog Francese & Nuovi Amici e Barboncino Nano & Nuovi Amici. Rispetto al prequel ora è possibile accudire anche gattini oltre ai classici cagnolini.

## RoboPup
Inoltre è possibile, tramite vari procedimenti, acquistare dei "cani robot", chiamati "margherita's pappy" (o Robocuccioli) nelle versioni inglesi del gioco. L'unica differenza che hanno dagli altri cani è l'aspetto e il modo di abbaiare. Per il resto si nutrono, bevono e imparano gli stessi comandi degli altri cani.

## Comandi
I comandi che ogni cane (Robocuccioli compresi) può imparare ogni giorno sono 3. 
I comandi, nell'ordine, sono:
- Siediti (il cane si siede)
- La Zampa (il cane, da qualunque posizione, dà la zampa destra)
- L'altra (il cane, da qualunque posizione, dà la zampa sinistra)
- Terra (il cane si sdraia)
- Dormi (il cane si metto su un fianco)
- Gira (il cane fa un giro su se stesso)
- Pancia (il cane si mette a pancia all'aria)
- Due Zampe (il cane si mette "seduto" sulle zampe posteriori)
- Salta (il cane salta)
- Alzati (il cane si mette sulle zampe posteriori, in piedi)
- Esulta (il cane, da "Due Zampe" o "Alzati", porta al cielo le zampe anteriori)
- Per favore (il cane da terra, si rotola a pancia all'aria e muove le zampe anteriori)
- Starnuto (il cane starnutisce)
- Chiedi (il cane, da "Due Zampe" o "Alzati", muove le zampe anteriori)
- Verticale (il cane resta in piedi sulle zampe posteriori)
- Breakdance (il cane fa un giro su se stesso dalla posizione "Pancia")
- Ulula (il cane ulula)

## Gare
Ci sono 3 tipi di gare, ognuna delle quali ha 5 livelli: Principianti (la prima) - Dilettanti - Pro (professionisti) - Maestri - Nintendogs (l'ultima). Ecco le varie gare
- Disco
- Inseguimento
- Obbedienza

Ecco come si svolgono:
- Inseguimento: il cane deve inseguire un'esca controllata dal padrone. Ci sono vari tipi di esche (quelle per principianti sono quelle a strisce, più lente e facili da controllare, la migliore è quella del fiore arcobaleno, la più veloce, per gli esperti), ma di esse cambia solo la velocità raggiungibile e l'estetica. Mano a mano che si avanza di livello, saranno presenti incroci, ostacoli e percorsi più lunghi. Il tempo limite è 100.0 secondi, ma in genere si conclude il tracciato in circa 45,50 secondi al massimo. Per questa gara ci si allena in Palestra. L'esca da utilizzare nella gara si sceglie mentre il presentatore "parla" in alto a destra.
- Disco: il cane insegue e prende al volo e non un disco lanciato dal padrone. Mano a mano che si va avanti con i livelli, si troveranno zone sabbiose e Aree-Bonus. Le zone sabbiose fanno perdere al cane l'interesse per il disco lanciato, le Aree-Bonus danno 2 punti in più al risultato normalmente ottenuto (esempio: il cane prende al volo il disco ottenendo 10 punti, avendo preso il disco nell'area bonus, avrà totalizzato 12 punti anziché 10). Se il cane prende al volo il disco, otterrà 1 punto in più. Le aree colorate indicano quanti punti si ottengo se il cane lo prende in quella determinata area. Ad esempio, l'area più lontana dà 13 punti, 14 se il disco viene afferrato al volo. Il disco si sceglie nello stesso punto in cui si sceglie l'esca per la gara d'Inseguimento.
- Obbedienza: per la gara di Obbedienza si deve avere una carta RA (trovabile nella confezione del Nintendo 3DS), posta su un piano e in una zona ben illuminata. Questa gara consiste nel dimostrare le abilità del proprio cane facendogli eseguire i comandi richiesti (vedi "Comandi"). I comandi si devono ripetere con lo stesso tono di voce con cui il cane li ha appresi e senza urlarglierli. Il primo turno prevede l'esibizione di un comando scelto a caso tra quelli che il cane dovrebbe sapere (ad esempio: per la Coppa Principianti, i comandi richiesti saranno Seduto, Zampa e L'altra zampa. Ciò vuol dire che nel primo turno bisognerà far eseguire un comando tra questi 3, secondo la richiesta). Il secondo turno è forse il più difficile: chiede di far restare il cane in una determinata posizione per un massimo di 9 secondi. Se il cane cambia posizione, si può riprovare. Il terzo turno prevede l'esibizione da parte del cane di 3 comandi scelti a caso tra quelli previsti per la Coppa in cui si sta gareggiando che il cane dovrebbe sapere. L'ultimo turno è un'esibizione libera. Ciò vuol dire che il padrone può far eseguire al cane il comando che desidera, nel limite di tempo di 30 secondi. Il primo turno, se completato, dà 5 punti. Con un tempo restante di minimo 5 secondi, dà 10 punti. Il secondo turno dà 10 punti, 20 se c'è un tempo restante anche solo di pochi secondi. Il terzo turno dà 15 punti, 30 se c'è un tempo restante di almeno 5-6 secondi. L'ultimo turno dà la somma totale ottenuta con i comandi eseguiti.